# 茨城機器人
茨城機器人（日：茨城ロボッツ），主場根據地為於茨城縣水戶市，主場館為Adastria水戶體育館。其營運單位為「茨城機器人運動娛樂股份有限公司」，原名為「筑波機器人」球隊創立於2013年，目前隸屬於日本職業籃球聯盟B.LEAGUE東區。。

## 概要
該隊成立於2013年7月，運營公司為株式会社「茨城機器人運動娛樂股份有限公司」。在2013-14賽季加入了日本國家籃球聯賽（NBL），並於2016-17賽季起加入了B.LEAGUE。
主場城市是水戸市，母城市包括那珂市、筑波市、日立市，友好城市為神栖市和牛久市。
隊名「機器人（ロボッツ）」源自於筑波市被譽為「機器人之城」。
隊伍的代表色分別為「茨城藍」，這是茨城縣的象徵色，以及「筑波橘」，靈感來自於筑波市的特產——福來蜜柑。

隊徽以強而有力的速度感為主軸，展現出機器人所代表的近未來形象。同時，設計上也考慮到讓人一眼就能辨識這是一支籃球隊，並追求適合應用於商品等用途的簡潔風格。現行的隊徽自2016年7月1日更改球隊名稱後開始使用。

### 球衣贊助商（2024-25賽季）
- 供應商：VAYoreLA
- 球衣正面：K's Holdings（日语：ケーズホールディングス）（左肩）、Adastria（日语：アダストリア）（中央）
- 背面：顧彼思（英语：Globis）（背號上方）、Joyful Honda（日语：ジョイフル本田）（球員姓名下方）
- 球褲：Mercari（右前）、Toyota Corolla新茨城（日语：トヨタカローラ新茨城）（左前）、Epos Card（日语：エポスカード）（左後）

### 歷代球衣
| HOME      | HOME      | HOME      | HOME      | HOME      |
| --------- | --------- | --------- | --------- | --------- |
| 2017 - 18 | 2018 - 19 | 2019 - 20 | 2020 - 21 | 2021 - 22 |
| 2022 - 23 | 2023 - 24 | 2024 - 25 |           |           |
|           |           |           |           |           |

| AWAY      | AWAY      | AWAY      | AWAY      | AWAY      |
| --------- | --------- | --------- | --------- | --------- |
| 2017 - 18 | 2018 - 19 | 2019 - 20 | 2020 - 21 | 2021 - 22 |
| 2022 - 23 | 2023 - 24 | 2024 - 25 |           |           |
|           |           |           |           |           |

| Other                    | Other                    | Other                    | Other           | Other           |
| ------------------------ | ------------------------ | ------------------------ | --------------- | --------------- |
| 2017 - 18 · 3rd          | 2018 - 19 · 3rd          | 2019 - 20 · 3rd          | 2020 - 21 · 3rd | 2020 - 21 · 4th |
| 2022 - 23 · CITY EDITION | 2023 - 24 · CITY EDITION | 2024 - 25 · CITY EDITION |                 |                 |
|                          |                          |                          |                 |                 |

### 吉祥物
- ロボスケ（ROBO-SKET）

是一名籃球選手機器人，其性格植入了水户黄门的助三郎（助さん）性格特質，個性開朗、風趣輕浮。擅長的球技是罰球。吉祥物的設計由ROBO GARAGE股份有限公司的代表董事社長——高橋智隆所創作。

### 啦啦隊
- RDT

RDT 是球隊的官方啦啦隊舞蹈團隊，負責在比賽期間與中場休息時間炒熱氣氛。團隊名稱 RDT 是「ROBOTS DANCE TEAM（機器人舞蹈團隊）」的縮寫。。

## 歷史
在「茨城機器人」成立之前，曾有一支以筑波市為主場的隊伍——「Daytrick Tsukuba」，該隊曾參加過至2012-13賽季的JBL2聯賽。原本該隊計劃參加於2013年9月開幕的新聯賽NBL，但在2013年7月決定放棄參賽。為了替代這支隊伍，新的隊伍運營公司「茨城體育學院公司」於同年成立，並決定參加NBL聯賽。7月22日，隊伍名稱「筑波機器人隊」、隊伍標誌以及隊伍顏色正式公布。

### NBL

#### 2013-14賽季
該隊原本隸屬於NBL東區(除了Levanga北海道)，但最終改為西區。
許多來自前一季曾效力於日立筑波的成員，包括總教練丹特·希爾、助理教練岩下桂太、選手淺野崇史、佐佐木瑛、田中大地、河相智志、翁長明弘、木村蓮、拉瑪爾·桑德斯、大金廣彌等，均轉會至「茨城機器人」。此外，還有中川和之、井上喬納森、橘佳宏、竹田智史、中村友也等四名球員以及新外援選手柳比沙·夫塞爾加盟，並準備迎接首賽季的開始。
在9月28日開幕對陣ア三河海馬的比賽中以連敗開局，但在接下來的10月5日主場首戰（水鄉體育館）對神戶鸛鳥的比賽中以94-91獲得首場勝利，並在隔天的比賽中再度獲勝，達成首度連勝。12月14日對陣北海道隊時以86-83擊敗舊JBL隊伍，取得首場勝利。1月，來自筑波大學的梅津大介加盟，2月末則補強了賈斯汀·雷諾茲。然而，由於連勝最多只有3次2連勝，並且多次遭遇大規模敗北，最終在賽季中期陷入困境。最終成績為10勝44敗，雖然排名落後，卻仍高於神戶鸛鳥和熊本沃特斯，位居西部聯盟6支隊伍中的第4名。

### B.LEAGUE

#### 2016-17賽季（B2東區）
隨著NBL與bj聯盟的統合，新聯盟B聯賽正式成立，球隊被分配至B2聯盟東區。原先預定作為主場的筑波市綜合運動公園基本計劃遭到撤銷，由於在筑波市內難以確保符合加盟條件的比賽場地，球隊將主場城市更改為「以筑波市與水戶市為中心的茨城縣」，主場館則改為水戶市民體育館。因此，自2016年7月1日起，球隊更名為「Cyberdyne 機器人茨城」。然而，由於B聯盟方面提出不使用企業名稱的「稱呼」原則，因此球隊認為「茨城機器人」比「機器人茨城」更為合適，隨即將隊名再次更改為「Cyberdyne茨城機器人」（通稱為茨城機器人）。
曾擔任助理教練的岩下桂太升任為總教練。此外，在賽季中期，岡村憲司也以球員兼助理總教練的身份加入球隊。到了2017年2月的賽季中，岡村就任為監督（SVC，Supervising Coach），事實上成為實際的球隊主帥。
球員方面，僅一色翔太與夏達維續約，一色並擔任隊長。本季在外籍球員的配置上遇到困難，除了瑞克·瑞克特整季都有出賽外，其餘外援皆在賽季中途更換。隨著史酷蒂·蘭德爾與青島心的加入，球隊狀況有所好轉，加上眞庭城聖的出色表現，球隊在賽季尾聲分別拿下6連勝與7連勝。最終在東區6支球隊中排名第2。

#### 2017-18賽季（B2中區）
這是岡村擔任監督、岩下擔任總教練體制的第2個賽季。由於從B1降級的仙台89人與秋田北部喜悅被分配至東區，因此球隊改編入中區。
雖然許多選手自上季續留，仍有新成員加入，包括從大阪七福神轉隊的久保田遼、從奈良雄心轉隊的平尾充庸，以及從山形飛龍加入的髙橋祐二與佐佐木瑛。隊長則由一色翔太交棒給眞庭城聖。
在賽季後段，球隊締造了17連勝的佳績，但於例行賽最後一場比賽中敗給福島火絆，最終以與名古屋戰鷹1場勝差之差屈居第2，錯失中區冠軍頭銜。球隊也未能取得外卡資格，無緣季後賽。
賽季結束後，與球隊簽有多年合約的瑞克·瑞克特宣佈退役。包括一色、前田陽介、山口祐希、大友隆太郎、佐佐木瑛，以及賽季中以特別指定選手身份加入的木村嗣人皆離隊。外籍選手丘庫迪耶貝爾·馬杜阿本也在此賽季結束後離隊。

#### 2018-19賽季（B2東區）
這是岡村監督與岩下總教練體制的第3個賽季。隊長由眞庭城聖繼續擔任。由於秋田北部喜悅升上 B1，球隊本季重新編入東區。
陣容方面，球隊補進了前一賽季在宇都宮皇者以特別指定選手身份出賽的須田侑太郎，以及來自福島火絆的友利健哉、名古屋戰鷹的福澤晃平，和熊本沃特斯的横尾達泰。此外，球隊還迎來了一位歸化球員──賈拉·志多斗。
外籍選手方面全面更換。球隊從川崎勇者雷霆引進了喬許·戴維斯，但他因膝蓋傷勢未能出賽任何一場比賽即提前返回美國。原先球隊以康納·拉默特與卡爾·巴蒂斯特（Carl Baptiste）為外援主力，但在開季史酷蒂·蘭德爾重新回歸。儘管起初是短期（一個月）合約，後續仍轉為整季合約。
在賽季後段，球隊於Adastria水戶競技場舉辦了4場主場比賽，其中揭幕戰對陣群馬雷鶴時，吸引了5,041人入場，創下B2聯盟史上單場最多觀眾人數紀錄。
儘管以升上B1為目標，球隊整季卻始終無緣季後賽，導致在2019年3月23日球團解除了岡村的監督職務，剩餘賽事由岩下負責指揮。球隊高層也為成績負責，社長山谷與總經理上原和人皆遭到減薪處分。最終球隊以東區第3名（6支球隊中）作收。

#### 2019-20賽季（B2東區）
2019年7月1日，球團將正式隊名從「Cyberdyne茨城機器人」更名為「茨城機器人」。
球隊聘請了前英國國家隊總教練安東尼·加貝洛托，並與其簽下三年總教練合約（附帶續約條件）。原總教練岩下改任助理教練。
隊長由眞庭城聖連續第三季擔任，此外本季起導入了副隊長與場外隊長制度。平尾充庸擔任副隊長，友利健哉擔任場外隊長。
日本籍球員方面，球隊補進了3x3日本代表選手小林大祐，以及具有B1經驗的二宮康平。此外，與上一季以特別指定選手身份的鶴巻啓太正式簽下職業合約。
在主場方面，本季起正式將Adastria水戶競技場作為登記主場，水戶市所有主場比賽皆在此場地舉行。
然而球隊在體能與狀態管理上面臨挑戰，新加盟的尼克·凱納-梅德利與二宮康平在賽季初即因傷退出。球隊緊急補進了剛離開越谷阿爾法的艾力克斯·瓊斯作為尼克·凱納-梅德利的替代者（起初是短期合約，後續轉為整季合約）。在艾力克斯·瓊斯加入後，他與丹尼爾·奧謝富組成雙塔，球隊戰績逐漸穩定。
本季起季後賽出線名額擴增，即便球隊在東區6隊中排名第3，仍有機會與名古屋戰鷹等隊爭奪外卡資格。儘管在主場戰績強勢，在客場與面對強隊時表現不穩。最終受到嚴重特殊傳染性肺炎疫情影響，賽季提前結束，球隊再次無緣季後賽。
賽季結束後，球團未與加維洛特續約，加維洛特正式離隊。此外，二宮康平、賈拉·志多斗、久保田等日本球員離隊，所有外籍球員亦全部退團。